# Ситковецьке
Ситкове́цьке — заповідне урочище в Україні. Розташоване на території Гайсинського району Вінницької області, біля села Криштопівка. 
Площа 7,8 га. Оголошене відповідно до Розпорядження Вінницького облвиконкому № 384 від 29.08.1984 року. Перебуває у віданні ДП Гайсинський лісгосп (Ситковецьке лісництво, кв. 52, вид. 2, 3). 

## Фізико-географічні умови
Урочище розташоване у межах хвилястої, з яругами й балками, лесової височини з сірими і темно-сірими опідзоленими ґрунтами. Ця територія являє собою підвищену сильно розчленовану лесову рівнину позальодовикової області алювіальної акумулятивної рівнини. 	
Клімат помірно континентальний з тривалим, нежарким літом і порівняно недовгою м'якою зимою. Середня температура січня становить -6,5°… -6°С, липня +19°…+18,5°С. Річна кількість опадів - 550—525 мм.

## Біорізноманіття
Урочище являє собою високопродуктивне лісове насадження дуба звичайного штучного походження віком близько 100 років. У флористичному складі переважають тінелюбиві неморальні елементи: осока волосиста, копитняк європейський, зірочник лісовий, бугила лісова, стоколос Бенекена, зеленчук жовтий, фіалка Рейхенбаха, фіалка пахуча, фіалка шершава, материнка пахуча тощо. Трапляються також види, занесені до Червоної книги України: підсніжник білосніжний, любка дволиста, гніздівка звичайна, коручка чемерникоподібна. 
За геоботанічним районуванням України ця територія належить до Європейської широколистяної області, Подільсько-Бессарабської провінції Вінницького (Центральноподільського) округу.